# Amy Keating Rogers
Amy Keating Rogers (ur. w Los Angeles) – amerykańska scenarzystka telewizyjna.
Współpracowała z Lauren Faust przy kilku serialach jej pomysłu (My Little Pony: Przyjaźń to magia, Atomówki, Dom dla zmyślonych przyjaciół pani Foster). Była czterokrotnie nominowana do Primetime Emmy Awards.

## Filmografia (wybór)
Źródło:
- Atomówki (1998, scenariusz)
- Dom dla zmyślonych przyjaciół pani Foster  (2004, scenariusz)
- My Little Pony: Przyjaźń to magia (2010, scenariusz)
- Helpsters (2019)